# Pavel Táborský
Pavel Táborský (* 16. února 1968 v Hradci Králové) je bývalý český hokejový obránce.

## Hráčská kariéra
Odchovanec týmu Stadion Hradec Králové debutuje v sezóně 1986/87, v osmmnácti letech, ve druhé nejvyšší československé soutěži dospělých v mužstvu Stadionu. Na konci sezóny 1986/87 přestupuje do Sparty Praha, kde se postupně vypracuje v jednoho z klíčových obránců. V letech 1990 a 1993 pomáhá Spartě získat dva mistrovské tituly. V roce 1995 nastupuje nejprve za mistrovský Vsetín a posléze za nováčka z Třince. V letech 1999-2001 hraje v Německu za týmy ESV Bayreuth a EC Adendorf. Před tím nastupoval ještě za extraligové týmy Plzně a Kladna. Svoji poslední sezonu odehrál ve svém mateřském klubu a v roce 2005 ukončil sportovní kariéru.

## Trenérská kariéra
Od roku 2005 spolupracoval na rozvoji mládežnického hokeje v Hradci Králové, byl hlavním trenérem extraligového staršího dorostu. V roce 2013 působí jako hlavní trenér týmu HC Kohouti Česká Třebová.

## Příbuzenstvo
Je starším bratrem bývalého hokejového obránce Martina Táborského.

## Odehrané sezóny
- 1986-87 Stadion Hradec Králové (1. ČNHL)
- 1987-88 HC Sparta Praha (1. ČSHL)
- 1988-89 HC Sparta Praha (1. ČSHL)
- 1989-90 HC Sparta Praha (1. ČSHL)
- 1990-91 HC Sparta Praha (1. ČSHL)
- 1991-92 HC Sparta Praha (1. ČSHL)
- 1992-93 HC Sparta Praha (1. ČSHL)
- 1993-94 HC Sparta Praha (ELH)
- 1994-95 HC Sparta Praha (ELH)
- 1995-96 HC Petra Vsetín (ELH), HC Železárny Třinec (ELH)
- 1996-97 HC Železárny Třinec (ELH), HC ZKZ Plzeň (ELH)
- 1997-98 -
- 1998-99 HC Velvana Kladno (ELH)
- 1999-00 ESV Bayreuth Tigers (GER3)
- 2000-01 EC Adendorfer (GER3)
- 2001-02 Mangelrud Star (NOR1), Frederikshavn White Hawks (DHL)
- 2002-03 BK Mladá Boleslav (1. liga)
- 2003-04 BK Mladá Boleslav (1. liga)
- 2004-05 HC Hradec Králové (1. liga)
- 2005 Konec profesionální hráčské kariéry

## Reprezentace
- 1986 - reprezentace ČSSR "18" - Mistrovství Evropy juniorů, Düsseldorf - 3. místo
- 1988 - reprezentace ČSSR "20" - Mistrovství světa juniorů, Moskva - 4. místo